# Parafia Wniebowzięcia Najświętszej Maryi Panny w Sokołach
Parafia pw. Wniebowzięcia Najświętszej Maryi Panny w Sokołach – rzymskokatolicka parafia należąca do dekanatu Kobylin, diecezji łomżyńskiej, metropolii białostockiej.

## Zasięg parafii
Do parafii należą wierni z następujących miejscowości: Sokoły, Bruszewo, Bruszewo-Borkowizna, Bujny, Bujny-Biszewo, Drągi, Dworaki-Pikaty, Dworaki-Staśki, Faszcze, Idźki Młynowskie, Idźki Średnie, Idźki-Wykno, Jamiołki-Godzieby, Jamiołki-Piotrowięta, Jamiołki-Świetliki, Jamiołki-Kowale, Kruszewo-Brodowo, Kruszewo-Głąby, Kruszewo-Wypychy, Krzyżewo, Noski Śnietne, Perki-Bujenki, Perki-Franki, Perki-Karpie, Perki-Lachy, Perki-Mazowsze, Perki-Wypychy, Pęzy, Porośl-Głuchy, Porośl-Kije, Porośl-Wojsławy, Nowe Racibory, Stare Racibory, Nowa Ruś, Stara Ruś, Rzące, Sikorszczyzna, Sokoły-Jaźwiny, Stypułki-Borki, Stypułki-Giemzino, Truskolasy-Lachy, Truskolasy-Niwisko, Truskolasy-Olszyna, Stare Truskolasy i Truskolasy-Wola. 

## Historia
Dokument erekcyjny kolejnego kościoła, zbudowanego przez Sokołowskich, Kruszewskich i Bruszewskich w 1546 r., wydany przez biskupa łuckiego Jerzego Chwalczewskiego, potwierdza istnienie tutejszej parafii w roku 1471.
W 1580 r. parafia obejmowała 34 osady, a w 1591 r. tylko 12. Do kościoła należała 1. włóka osiadła uprawiana przez 8. ogrodników rolnych. W 1573 r. parafia nie posiadała ziemi, natomiast do kościoła należały 3 karczmy. W 1673 r. skupiała 45 wsi.
Na mocy ukazu carskiego z 14 grudnia 1865 r. majątek parafii uległ w większości konfiskacie. W 1866 r. odbyły się co najmniej dwie licytacje, także inwentarza funduszowego zajętego na rzecz skarbu państwa. Objęły one mienie z parafii Sokoły, Waniewo, Płonka i Kulesze. 

## Cmentarz
Z początków XIX w. pochodzi zlokalizowany w południowym krańcu miejscowości cmentarz grzebalny.

## Proboszczowie
- ks. kan. Franciszek Grabowicz (12.12.1996 – 29.06.2012)
- ks. kan. Czesław Małż (30.06.2012 – 01.08.2019)
- ks. kan. Zdzisław Izydor Dylnicki (od 01.08.2019)